# Thomas Davis

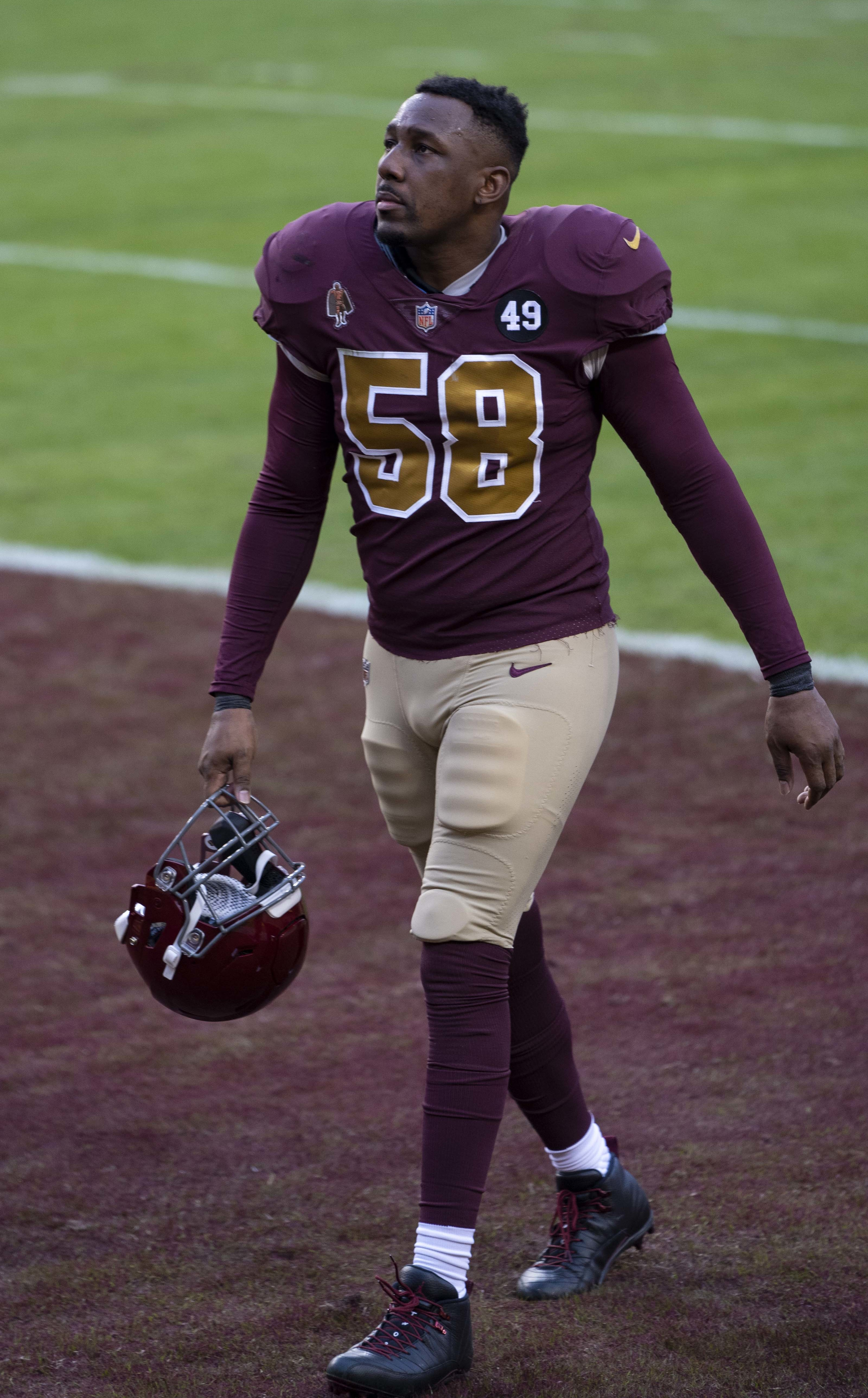
Davis con Washington en 2020.

Thomas Antonio Davis Sr. (nacido el 22 de marzo de 1983) es un exjugador profesional estadounidense de fútbol americano que jugaba en la posición de linebacker y su último equipo fue Washington Football Team de la National Football League (NFL). Anteriormente jugó con los Carolina Panthers, equipo con el que debutó en 2005, y con Los Angeles Chargers.

## Biografía
Davis asistió a la preparatoria Randolph-Clay High School en Cuthbert, donde practicó fútbol americano, baloncesto, béisbol y atletismo. Considerado como uno de los mejores atletas provenientes del estado de Georgia, fue reclutado por la Universidad de Georgia donde jugó con los Georgia Bulldogs desde 2002 a 2004.
En su segundo año con el equipo, fue nombrado al segundo equipo All-Southeastern Conference, y en su tercer año fue nombrado al primer equipo All-SEC y al primer equipo All-America. En un total de 39 juegos universitarios jugando como linebacker y free safety, registró 272 tacleadas, 10.5 capturas de mariscal (sacks), tres intercepciones, seis balones sueltos forzados y nueve recuperados.

## Carrera

### Carolina Panthers
Davis fue seleccionado por los Carolina Panthers en la primera ronda (puesto 14) del draft de 2005. Aunque fue reclutado como safety, se convirtió en un linebacker capaz de leer al mariscal de campo del equipo contrario, habilidad que le sirvió en su año de novato para contener a Michael Vick de los Atlanta Falcons en un encuentro el 4 de diciembre de 2005. Davis jugó los 16 encuentros de la temporada, siendo titular en uno de ellos.
En 2006, fue titular en los 14 juegos que disputó, registrando 88 tacleadas y 1.5 capturas.
En 2007, fue titular en los 16 juegos de la temporada, nuevamente registrando 88 tacleadas y mejorando a tres capturas.
En 2008, mejoró sus estadísticas del ano anterior, al registrar 113 tacleadas con 3.5 capturas y dos balones sueltos forzados en 16 juegos como titular.
El 31 de octubre de 2010, fue incluido en la lista de reservas debido a una lesión en la rodilla derecha, por lo que se perdió toda la temporada de ese año.
El 18 de septiembre de 2011, se lesionó el ligamento cruzado anterior por tercera vez en tres años, lo que limitó su temporada a solo dos juegos. Sin embargo, retornó al equipo en 2012 para convertirse en el primer deportista en regresar a una liga profesional luego de experimentar tres veces ese tipo de lesión. Ese año, registró 105 tacleadas, una intercepción y dos balones sueltos forzados en 12 juegos como titular.
En 2013, Davis fue titular los 16 encuentros y estableció una marca personal con 123 tacleadas y cuatro capturas, siendo nombrado el Jugador Defensivo de la NFC en el mes de noviembre y el Jugador Defensivo de la NFC de la semana seis. Junto a Chase Blackburn y Luke Kuechly formó una de las líneas de linebacker más dominantes de la liga, ayudando a la defensiva de los Panthers para colocarse como la segunda mejor del año.
En 2014, fue considerado como uno de los mejores linebacker en cobertura contra el pase, permitiendo solo 7.1 yardas por recepción. Su liderazgo y consistencia en el campo contribuyeron para que los Panthers ganaran el título divisional por segundo año consecutivo, la primera vez que el equipo clasifica a la postemporada consecutivamente. El 31 de enero de 2015, fue nombrado al Premio Walter Payton, otorgado por su contribución y trabajo comunitario fuera del campo de juego.
El 15 de junio de 2015, Davis firmó una extensión de contrato por dos años. Su excelente juego continuó a lo largo de la temporada 2015, por lo que fue nombrado a su primer Pro Bowl y al primer equipo All-Pro. Llegó al Super Bowl 50 con los Panthers a pesar de lesionarse el brazo en el juego de la Conferencia Nacional, perdiendo el encuentro por marcador de 24-10 ante los Denver Broncos.
En 2016, fue titular en los 16 encuentros y registró 106 tacleadas, 2,5 capturas, cuatro pases defendidos y tres intercepciones. Fue nombrado a su segundo Pro Bowl consecutivo, y fue considerado como el 89no mejor jugador de 2017 por NFL.com.
El 15 de agosto de 2017, Davis firmó una extensión de un año con los Panthers. Recibió una suspensión de dos juegos el 18 de diciembre por golpear casco a casco al receptor de los Green Bay Packers Davante Adams, pero fue reducida a un solo encuentro después de una apelación. Registró 76 tacleadas y 2,5 capturas en 15 juegos, y fue invitado a su tercer Pro Bowl consecutivo como reemplazo del linebacker Anthony Barr de los Minnesota Vikings.
El 12 de enero de 2018, Davis anunció que se retiraría como jugador profesional al final de la temporada 2018. El 6 de abril de 2018, Davis fue suspendido los primeros cuatro juegos de la temporada 2018 por violar la política de la liga sobre sustancias para mejorar el rendimiento. El 9 de enero de 2019, declaró en un video que no regresaría a los Panthers para la temporada 2019, aunque tenía la intención de seguir jugando.

### Los Angeles Chargers
El 13 de marzo de 2019, Davis firmó un contrato por dos años y $10,5 millones con Los Angeles Chargers. En el juego inicial de la temporada, registró 14 tacleadas en la victoria por 30-24 sobre los Indianapolis Colts. En 16 juegos como titular, tuvo un total de 112 tacleadas, una captura y dos pases defendidos.
El 13 de marzo de 2020, Davis fue liberado de su contrato y se convirtió en agente libre.

### Washington Football Team
El 26 de marzo de 2020, Davis firmó un contrato con Washington Football Team. En diciembre, anunció que se retiraría como jugador al finalizar la temporada.

## Estadísticas generales
|  | Seleccionado al Pro Bowl |

| Año   | Equipo | Juegos | Juegos | Tacleadas | Tacleadas | Tacleadas | Tacleadas | Intercepciones | Intercepciones | Intercepciones | Intercepciones | Intercepciones | Intercepciones | Balones sueltos | Balones sueltos |
| Año   | Equipo | GP     | GS     | Comb      | Total     | Ast       | Sck       | PDef           | Int            | Yds            | Avg            | Lng            | TDs            | FF              | FR              |
| ----- | ------ | ------ | ------ | --------- | --------- | --------- | --------- | -------------- | -------------- | -------------- | -------------- | -------------- | -------------- | --------------- | --------------- |
| 2005  | CAR    | 16     | 1      | 40        | 33        | 7         | 1.5       | 0              | --             | --             | --             | --             | --             | 2               | 0               |
| 2006  | CAR    | 14     | 14     | 90        | 71        | 19        | 1.5       | 6              | --             | --             | --             | --             | --             | 2               | 0               |
| 2007  | CAR    | 16     | 16     | 87        | 71        | 16        | 3.0       | 5              | 1              | 0              | 0.0            | 0              | 0              | 2               | 1               |
| 2008  | CAR    | 16     | 16     | 114       | 93        | 21        | 3.5       | 6              | --             | --             | --             | --             | --             | 2               | 1               |
| 2009  | CAR    | 7      | 7      | 61        | 48        | 13        | 1.5       | 5              | 2              | 24             | 12.0           | 24             | 0              | 0               | 0               |
| 2010  | CAR    | --     | --     | --        | --        | --        | --        | --             | --             | --             | --             | --             | --             | 0               | 0               |
| 2011  | CAR    | 2      | 2      | 12        | 6         | 6         | 0.0       | 0              | --             | --             | --             | --             | --             | 0               | 1               |
| 2012  | CAR    | 15     | 12     | 105       | 70        | 35        | 0.0       | 3              | 1              | 0              | 0.0            | 0              | 0              | 2               | 1               |
| 2013  | CAR    | 16     | 16     | 123       | 85        | 38        | 4.0       | 7              | 2              | -2             | -1.0           | -1             | 0              | 1               | 0               |
| 2014  | CAR    | 15     | 15     | 100       | 66        | 34        | 2.5       | 3              | --             | --             | --             | --             | --             | 2               | 1               |
| 2015  | CAR    | 16     | 16     | 105       | 75        | 30        | 5.5       | 7              | 4              | 22             | 5.5            | 22             | --             | 4               | 1               |
| 2016  | CAR    | 16     | 16     | 106       | 73        | 33        | 2.5       | 4              | 3              | 35             | 11.7           | 31             | 0              | 1               | 2               |
| 2017  | CAR    | 15     | 15     | 76        | 52        | 24        | 2.5       | 0              | --             | --             | --             | --             | --             | 0               | 1               |
| 2018  | CAR    | 12     | 12     | 79        | 46        | 33        | 0.0       | 6              | --             | --             | --             | --             | --             | 0               | 2               |
| 2019  | LAC    | 16     | 16     | 112       | 65        | 47        | 1.0       | 2              | --             | --             | --             | --             | --             | 0               | 0               |
| 2019  | WAS    | 7      | 0      | 6         | 5         | 1         | 0.0       | 1              | --             | --             | --             | --             | --             | 0               | 0               |
| Total | Total  | 199    | 174    | 1,216     | 859       | 357       | 29.0      | 55             | 13             | 79             | 6.1            | 31             | 0              | 18              | 11              |

Fuente: Pro-Football-Reference.com

## Vida personal
Davis ha reconocido públicamente ser un seguidor de Cristo, y ha mostrado un carácter sobresaliente y de liderazgo en el hogar, en el campo de juego y en la comunidad.